# Ropucha

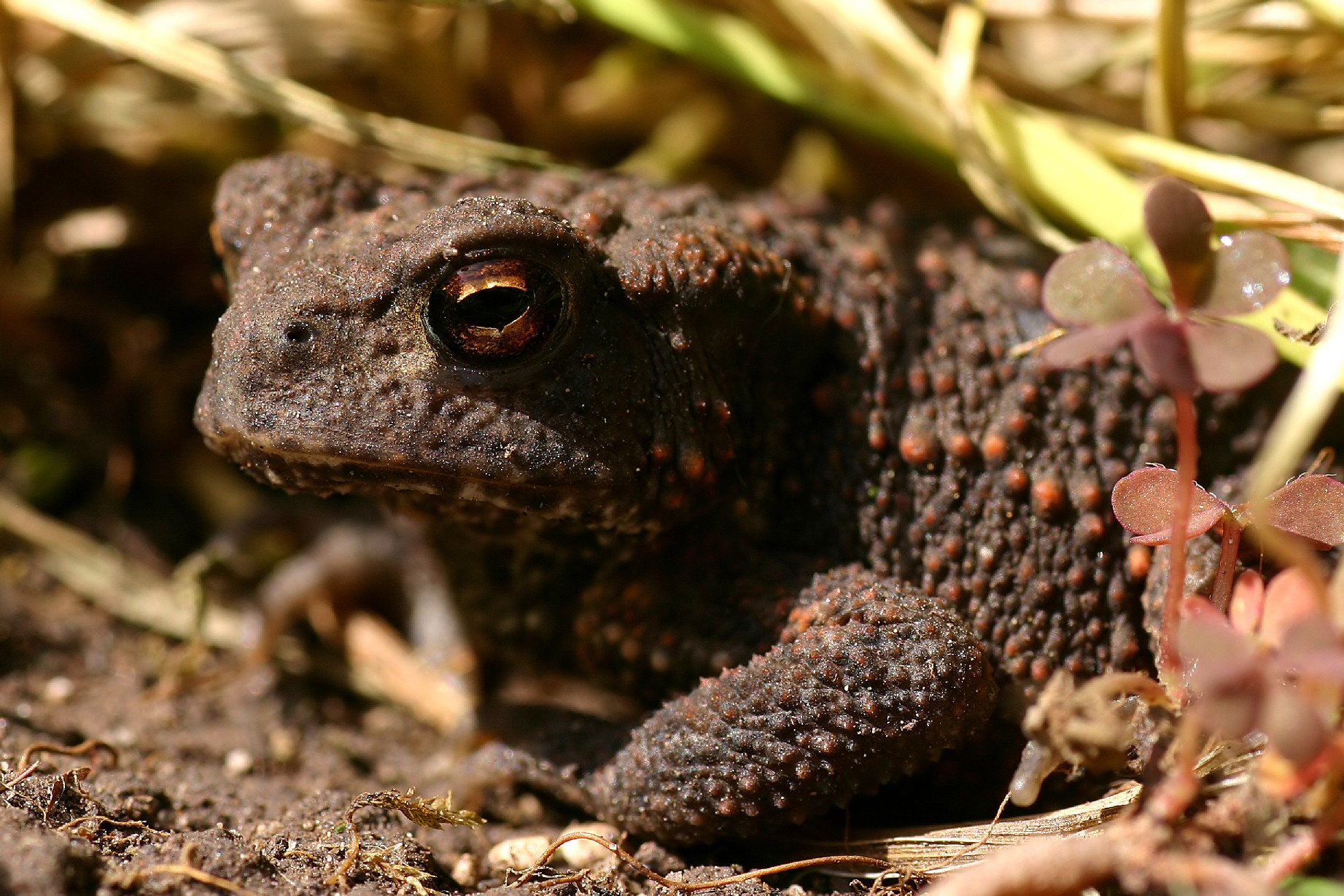
Ropucha obecná (Bufo bufo)

Ropucha je české rodové jméno pro velký počet druhů několika rodů žab čeledi ropuchovití (Bufonidae).

## Zástupci
Výběr odpovídajících rodů s příklady:
- rod Bufo (některými autory navrhován pro všechny evropské druhy ropuch, viz jednotlivá druhová hesla)
  - ropucha krátkonohá (Bufo calamita)
  - ropucha obecná (Bufo bufo)
  - ropucha zelená (Bufo viridis)
- rod Capensibufo, ropucha Tradouwova (Capensibufo tradouwi)
- rod Rentapia (zástupci řazeni do roku 2016 do rodu Pedostibes)
  - ropucha stromová (Rentapia hosii)
  - ropucha skvrnkovaná (Rentapia flavomaculata)
- rod Schismaderma, ropucha červená (Schismaderma carens)
- rod Rhinella, ropucha obrovská (Rhinella marina)
- rod Incilius, ropucha coloradská (Incilius alvarius)